# کالیو پولدوره
کالیو پولدوره (استونیایی: Kalju Põldvere; ۲۳ مهٔ ۱۹۲۹ – ۲ سپتامبر ۲۰۱۱) استاد دانشگاه، جانورشناس، سیاستمدار و نماینده مجلس اهل استونی بود.